# A Anunciação (Álvaro Pires de Évora)
A Anunciação é uma pintura a têmpera e ouro sobre madeira pintada cerca de 1430-1434, final do período de actividade conhecido do pintor português do período gótico Álvaro Pires de Évora e que, encontrando-se em colecção privada, foi adquirido pelo Estado português em 2018 em leilão realizado em Nova Iorque destinando-se a ser exibida no Museu Nacional de Arte Antiga, em Lisboa.
Este pequeno painel destinado à devoção privada foi provavelmente o painel esquerdo de um díptico, mas não há registo da existência do respectivo painel direito original.
O historiador e crítico de arte italiano Federico Zeri datou esta Anunciação dos anos da maturidade conhecida de Álvaro Pires entre 1430 e 1434. Zeri observa que a figura da Virgem Maria revela uma significativa influência de Lorenzo Monaco, enquanto as asas do anjo parecem ser uma citação direta da Anunciação de Simone Martini, nos Uffizi, em Florença.
Segundo o historiador Marius Mrotzek, o período de maturidade de Álvaro Pires é marcado por uma observação crescente dos pequenas detalhes e decoração, e da fisionomia individualizada de suas figuras, reconhecendo esta Anunciação como uma das suas obras de maior qualidade.
Álvaro Pires nasceu em Portugal e julga-se ter recebido formação em Valência. Pensa-se que seja o artista que Giorgio Vasari designa por "Alvaro di Piero, um português" que descreve como tendo estado activo em Volterra e Pisa, na mesma época de Taddeo di Bartolo, em cuja biografia aparece a menção dele.

## História
A posse conhecida desta pintura remonta à coleccção da família do suíço Heinz Kisters (1912-1977), que o vendeu ao antigo chanceler alemão Konrad Adenauer (1876-1967) e o readquiriu, mais tarde, aos herdeiros deste primeiro chefe de governo da Alemanha Ocidental, chegando o quadro por herança ao atual dono. Os herdeiros de Heinz Kisters tentaram vendê-lo em leilão na Christie's, em Londres, em junho de 1970, mas a transacção não se realizou.
A Anunciação de Álvaro Pires de Évora foi a leilão em 1 de fevereiro de 2018, em Nova Iorque, pela leiloeira Sotheby's, tendo sido comprada pelo Estado português por 280 mil euros, que adicionados de 25 por cento da comissão da leiloeira, totalizou 349 mil euros.
Segundo o diretor do MNAA António Filipe Pimentel, A Anunciação foi comprada pelo Estado português com o auxílio dos amigos do MNAA e com o dinheiro remanescente da campanha pública de angariação de fundos para aquisição da Adoração dos Magos de Domingos Sequeira.
Anteriormente o grupo parlamentar do PSD entregara na Assembleia da República um projeto de resolução para que o Estado português comprasse esta obra de arte quatrocentista, com quase 600 anos, pois representa uma oportunidade rara para o acréscimo do acervo artístico nacional. Para os deputados social-democratas, esta obra e o seu autor, "são da maior importância para a compreensão da arte da pintura em Portugal, não só pela inegável relevância artística, mas também pelo período ao qual pertence a obra, que lhe acrescenta relevância histórica".
Também o Museu Nacional de Arte Antiga pedira ao Ministério da Cultura português que comprassee a obra de arte, pedido que foi confirmado pela Direção-Geral do Património Cultural.

## Exposições
- 1958 - Estugarda, Staatsgalerie, Meisterwerke aus Baden-Wüttenbergischen Privatbesitz (Mostra dedicada a Antigos Mestres), 9 Outubro 1958 - 10 Janeiro 1959, no. 9;[7]
- 1994 - Lisboa, Arquivos Nacionais Torre do Tombo, Álvaro Pires de Évora: um pintor português na Itália do Quattrocento, Lisboa 1994 - Capital Europeia da Cultura, 3 Fevereiro - 3 Abril 1994, emprestado pelo seu proprietário.[6]